# Loaba-Peulh
Ne doit pas être confondu avec Loaba.
Loaba-Peulh est une localité située dans le département de Bitou de la province du Boulgou dans la région Centre-Est au Burkina Faso.

## Démographie
| 2003  | 2006 | 2012 |
| ----- | ---- | ---- |
| 1 768 | 40   | -    |

## Santé et éducation
Le centre de soins le plus proche de Loaba-Peulh est le centre médical (CM) de Bitou tandis que le centre médical avec antenne chirurgicale (CMA) de la province se trouve à Tenkodogo.
Loaba-Peulh ne possède pas d'école primaire publique. 